# Duplachionaspis asparagi
Duplachionaspis asparagi är en insektsart som först beskrevs av Robert Malcolm Laing och Cockerell 1929.  Duplachionaspis asparagi ingår i släktet Duplachionaspis och familjen pansarsköldlöss. Inga underarter finns listade i Catalogue of Life.